# Kaniga
Kaniga è un settore (imirenge) del Ruanda, parte della Provincia Settentrionale e del distretto di Gicumbi.